# Музей истории и археологии (Йошкар-Ола)
Музей истории и археологии (Йошкар-Ола) — краеведческий музей, располагающийся в городе Йошкар-Оле — столице Республики Марий Эл. Является структурным подразделением Национального музея Республики Марий Эл имени Тимофея Евсеева.

## История
3 ноября 2015 года, в преддверии Дня народного единства и Дня Республики Марий Эл, в только что отстроенном здании музея на набережной Йошкар-Олы (ул. Эшкинина, 10а), расположенном рядом с Республиканской детско-юношеской библиотекой имени В. Х. Колумба, впервые был торжественно открыт  Музей Детства, ставший структурным подразделением Национального музея Республики Марий Эл им. Т. Евсеева. В открытии музея принял участие Глава Республики Марий Эл Л. И. Маркелов:
«Идеология этого музея — это не воссоздать былой дом пионеров, где было множество творческих кружков. Здесь для нас важным было создать условия для обогащения всестороннего развития наших детей».
В музее, помимо рабочих кабинетов, расположились сувенирная лавка, конференц-зал, гардероб и комната для детей с ограниченными возможностями здоровья. На открытии были представлены экспозиция манекенов исторических личностей — Нестора летописца, Ивана Грозного, Екатерины II и др., выставки кукол из музея Республиканского театра кукол и частных коллекций, коллекций игрушек из фондов Национального музея Республики Марий Эл им. Т. Евсеева и творческих работ детей из Дворца творчества детей и молодёжи Марий Эл и Национальной президентской школы искусств.

4 ноября 2018 года в рамках культурной акции «Ночь искусств» в здании бывшего Музея Детства были открыты Музей истории и археологии и Детский музейный центр: 
«Залов в республике достаточно, но зала, посвящённого археологии, не было. Оборудование, которое здесь представлено, хранилось на складах, что недопустимо, и хорошо, что появился полноценный выставочный зал». 
— Глава Республики Марий Эл А. А. Евстифеев.
В декабре 2021 года в музее была открыта экспозиция «Этноархеология: от Imniscaris до Мари».

## Здание
Здание Музея истории и археологии располагается в архитектурном ансамбле комплекса набережной реки Малая Кокшага в заречной части Йошкар-Олы, вблизи микрорайона Сомбатхей и является частью современной городской архитектуры.
На первом этаже здания располагается Музейный образовательный центр, на втором этаже — экспозиция «Этноархеология: от Imniscaris до Мари», на третьем этаже — экспозиция «Марийский край. Вехи истории».

## Экспозиции
- «Этноархеология: от Imniscaris до Мари»[12][13].
- «Марийский край. Вехи истории»[6][8][14].

## Деятельность
В музее регулярно проводятся мероприятия как научно-исследовательского характера (конференции, семинары, презентации проектов, научных изданий и пр.), так и культурно-образовательные мероприятия (культурные акции, экскурсии по экспозициям, интерактивные программы, встречи клубов и пр.).
Организуются тематические выставки, посвящённые тем или иным аспектам в развитии истории и археологии региона, деятелям науки, образования, культуры и искусства и пр.
Музей является точкой притяжения для туристов, приезжающих в Марий Эл и Йошкар-Олу одиночно или в составе туристических групп.